# Лиепиньш, Валдис (экономист)
Ва́лдис Лие́пиньш (латыш. Valdis Liepiņš; род. 1939, Рига) — британский и канадский менеджер, латвийский политический и общественный деятель. Вице-президент Canadian Facts (1990). Награждён Орденом Трех Звезд (1996). Основатель и первый председатель латышского центра в Торонто (1974-1984). основатель благотворительного объединения «LATS» (1983). Член совета латвийских (или латышских) предпринимателей в Канаде (1992-1993). Член совета East/West Enterprise Exchange (1991—1994). Депутат Рижской Думы (2005—2009) и Сейма Латвии. В. Лиепиньш — гражданин Латвии, Великобритании и Канады.